# Abdulla Oripov
Abdulla Oripov (en uzbeko: Абдулла Орипов), (Nekuz, Kashkadar, 21 de marzo de 1941-5 de noviembre de 2016) fue un poeta, político, traductor, periodista y expresidente de la Unión de Escritores de Uzbekistán. Como político, fue miembro del Parlamento y del Senado de su país.
Además de escribir poesía, tradujo al idioma uzbeko numerosas obras de varios poetas extranjeros: Alexander Pushkin, Dante Alighieri, Nezamí Ganyaví, Lesya Ukrainka, Harivansh Rai Bachchan, Jenő Heltai, Kersti Merilaas, Khalil Rza Uluturk, Lesya Ukrainka, Nikola Vaptsarov, Nikolái Nekrásov, Qaysin Quli, Sergey Baruzdin, y Taras Shevchenko. En particular, es reconocida su traducción de la Divina Comedia de Dante Alighieri. Algunas de las obras de Oripov han sido traducidas al ruso y a otros idiomas.
Era autor de la letra del Himno Nacional de la República de Uzbekistán.
En 1958 se graduó de la escuela secundaria con honores. En 1963, se graduó en periodismo en la Universidad Nacional de Uzbekistán. Entre 1963 y 1974, trabajó en varias editoriales. También se desempeñó como periodista en numerosos periódicos, entre ellos Sharq yulduzi ("La estrella del este") y Gulxan ("Hoguera") entre 1974 y 1980. Se convirtió en miembro de la Unión de Escritores de Uzbekistán en 1971, y la presidió entre 1994 y 2009.
Comenzó a escribir poesía en sus años de estudiante. Su primera colección de poemas, "La pequeña estrella" (Mitti yulduz), fue publicada en 1965. Asimismo, se desempeñó como Director del Comité de Derechos de Autor desde 2000.
Estuvo casado y tenía seis hijos, cinco mujeres y un varón. Falleció el 5 de noviembre de 2016 a los 75 años, en Houston, Estados Unidos.

## Obras
- Mitti yulduz (La pequeña estrella) (1965)
- Koʻzlarim yoʻlingda (Esperándote) (1966)
- Onajon (Querida Madre) (1969)
- Ruhim (Mi espíritu) (1971)
- Oʻzbekiston (Uzbekistán) (1972)
- Qasida (La oda) (1972)
- Hayrat (Maravilla) (1974)
- Xotirot (Recuerdos) (1974)
- Yurtim shamoli (Los vientos de mi país) (1974)
- Jannatga yoʻl (El camino al paraíso) (1978)
- Hakim va ajal (El sabio y la muerte) (1980)
- Najot qal’asi (El castillo de la esperanza) (1981)
- Surat va siyrat (El cuadro y el alma) (1981)
- Yillar armoni (Los sueños de los años que se fueron) (1984)
- Ishonch koʻpriklari (Los puentes de la confianza) (1989)
- Munojot (1992)
- Dunyo (El mundo) (1995)
- Saylanma (Obras selectas) (1996)
- Asarlar (Obras) (2001) (En cuatro volúmenes)
- Birinchi muhabbatim (Mi primer amor) (2005)
- Everest va ummon (El Everest y el océano) (2015)
- Tutash dunyolar (Mundos conectados) (2015)

## Premios
En 1983 le fue otorgado el premio estatal Hamza. En 1989 fue nombrado Poeta Nacional de la República Socialista Soviética de Uzbekistán. En 1992 recibió el premio estatal Alisher Navoiy. En 1998, le fue otorgado el galardón de Héroe de Uzbekistán, el título honorario de más alto rango que puede obtener un ciudadano uzbeko.